# Via metabolica dell'acido mevalonico

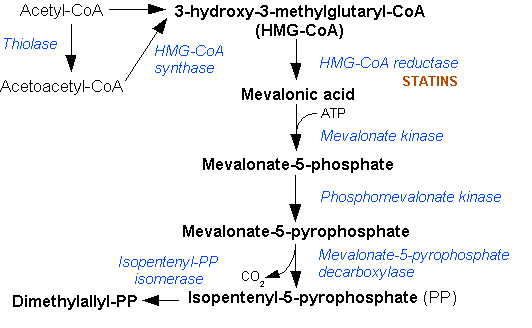
Via metabolica dell'acido mevalonico

La via metabolica dell'acido mevalonico, altrimenti nota anche come via metabolica del HMG-CoA reduttasi o via del mevalonato, è una via anabolica che a partire dall'Acetil-Coenzima A porta alla sintesi di composti organici essenziali, in primis poli-isoprenoidi (dolicolo, ubiquinone ) e steroli (lanosterolo, ergosterolo, colesterolo) negli animali, piante, funghi e alcuni batteri.

## Funzioni
Questa importantissima via metabolica ha la funzione di generare una varietà di composti essenziali per la fisiologia degli eucarioti e di alcuni procarioti. Si tratta sia di isoprenoidi non sterolici che di isoprenoidi sterolici (o steroli).
Gli isoprenoidi a catena corta (farnesil pirofosfato e geranilgeranil pirofosfato) intervengono nella modificazione post-traduzionale delle proteine (prenilazione delle proteine) e quindi sono coinvolti in un'ampia tipologia di processi; in particolare, essi si comportano da molecole di ancoraggio delle GTPasi alla membrana plasmatica, consentendo così ai recettori di membrana di innescare la formazione di messaggeri intracellulari.
Gli isoprenoidi a catena lunga (dolicolo) partecipano alla glicosilazione delle proteine delle membrane cellulari oppure fanno parte delle catene di trasporto degli elettroni (ubiquinone).
Gli steroli sono costituenti essenziali delle membrane cellualri, fanno parte dell'apparato fotosintetico degli organismi fototrofici (carotenoidi) e, nel caso del colesterolo, sono precursori degli ormoni steroidei, della vitamina D e degli acidi biliari.

## Biochimica
Quasi tutti gli enzimi coinvolti nella sintesi del colesterolo sono localizzati nella membrana del reticolo endoplasmatico. Secondo Hogenboom, gli enzimi mevalonato chinasi, fosfomevalonato chinasi e pirofosfomevalonato decarbossilasi sarebbero localizzati nel citoplasma. Le complesse tappe di questa via biosintetica sono le seguenti:

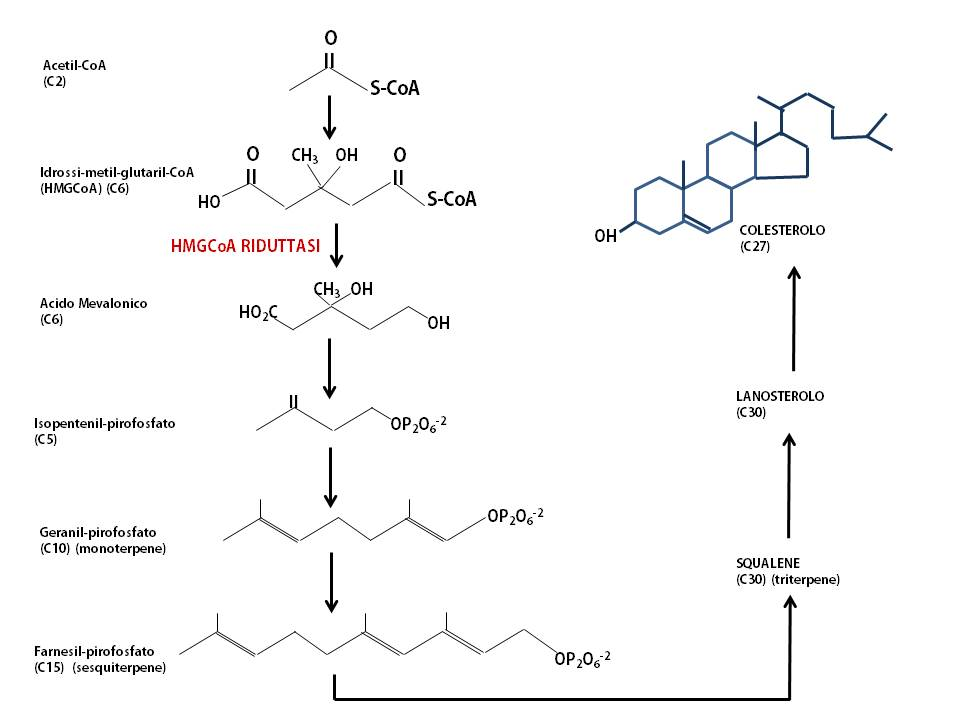
Biosintesi del colesterolo

1) Nella prima tappa si ha la conversione dell'acetil-CoA (CH3-CO-CoA) in acido mevalonico. Il processo ha inizio con la formazione di acetoacetil-CoA (CH3-CO-CH2-CO-CoA) per condensazione di due molecole di acetil-CoA in una reazione catalizzata dall'enzima tiolasi (β-chetotiolasi); nella seconda tappa l'acetoacetil-CoA reagisce con un'altra molecola di acetil-CoA per formare 3-idrossi-3-metilglutaril-CoA o HMG-CoA (COO--CH2-COH-CH3-CH2-CO-CoA) in una reazione catalizzata dalla HMG-CoA sintasi:
Successivamente, all'interno del citosol, HMG-CoA viene ridotto da NADPH a mevalonato (COO--CH2-COH-CH3-CH2-CH2OH) ad opera dell'enzima HMG-CoA reduttasi, l'enzima regolatore dell'intero processo di biosintesi degli isoprenoidi e degli steroli (colesterolo):

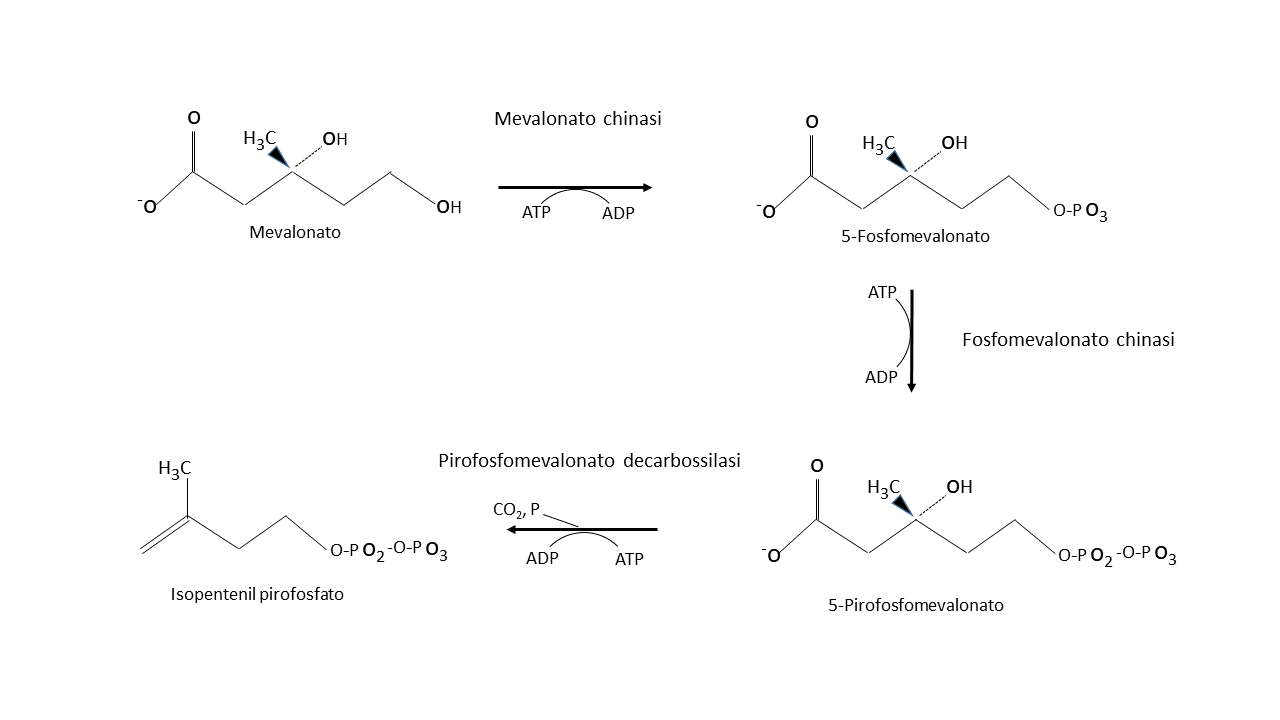
Reazioni di fosforilazione della via del mevalonato

Le prime due reazioni illustrate sono reversibili, mentre la terza è irreversibile e determina la velocità dell'intera via metabolica.
2) Nella seconda tappa si ha la formazione di unità isopreniche attivate (ricche di fosfato). Per prima cosa il mevalonato viene fosforilato dagli enzimi mevalonato chinasi e fosfomevalonato chinasi aggiungono complessivamente 2 gruppi fosfato al mevalonato per trasferimento dall'ATP (che viene quindi idrolizzato ad ADP)  con formazione del 5-pirofosfo-mevalonato. Quest'ultimo composto viene fosforilato e decarbossilato dalla difosfomevalonato, che rimuove sia il gruppo ossidrilico sul carbonio-3 del mevalonato che il gruppo carbossilico, formando la prima unità isoprenica attivata, il Δ3-isopentenil-5-pirofosfato (IPP), composto a 5 atomi di carbonio (C5) che è l'unità base per la sintesi di tutti gli altri isoprenoidi. Per isomerizzazione di questo composto, si forma il dimetilallil pirofosfato (DMAPP).

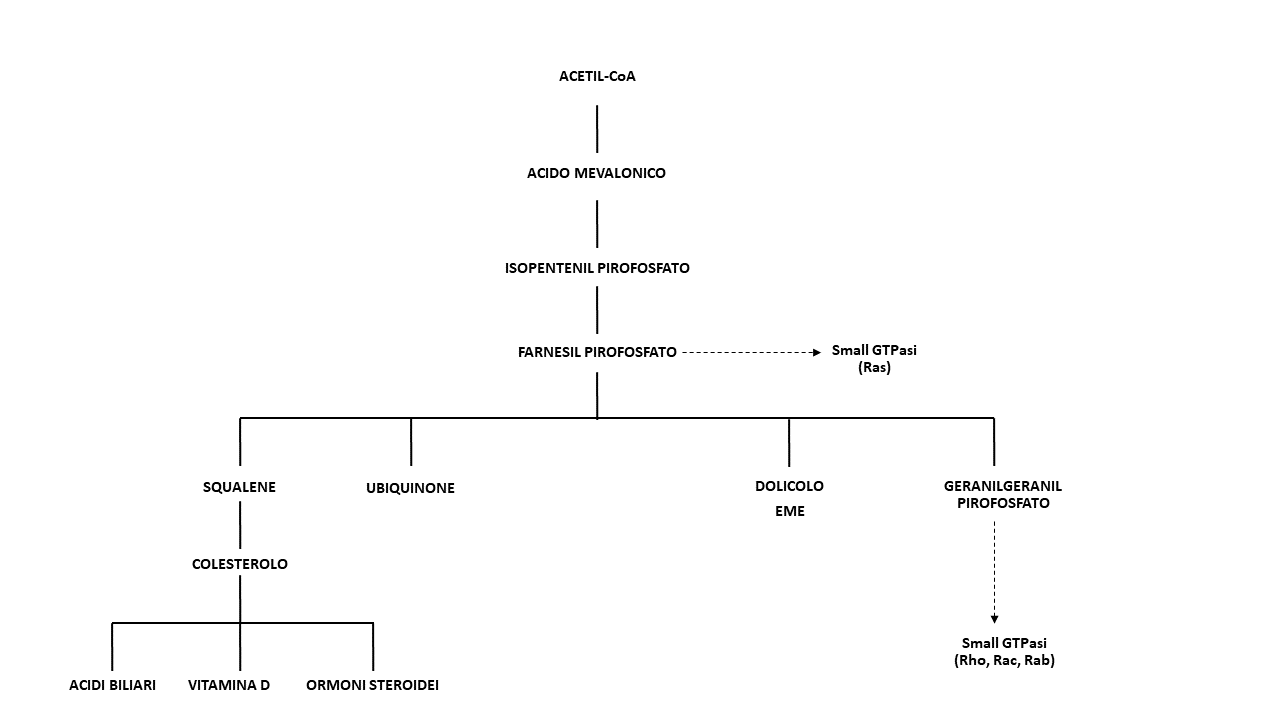
Ramificazioni della via dell'acido mevalonico

3) Nella terza tappa (in tre sotto-tappe) si forma lo squalene per condensazioni "testa-coda" (prime due sotto-tappe) o "testa-testa" (terza sotto-tappa) tra le unità isopreniche attivate formatesi nelle reazioni precedenti. Si producono così il geranil pirofosfato (C10), il farnesil pirofosfato (C15) e il geranilgeranil pirofosfato (C20) e infine lo squalene (C30). Il farnesil pirofosfato si trova al crocevia dell'intera via metabolica, i cui rami portano alla sintesi di steroli o di isoprenoidi non sterolici. L'enzima squalene sintasi catalizza la prima reazione della diramazione che conduce alla produzione del colesterolo.
4) Nella quarta tappa lo squalene viene convertito in colesterolo in una serie di reazioni. Durante queste reazioni la molecola dello squalene, lineare, viene ciclizzata e convertita in lanosterolo. Il lanosterolo viene, infine, convertito (in 19 sotto-tappe) in colesterolo, tramite spostamento o rimozione di gruppi metilici.
È interessante notare come le piante ed alcuni microrganismi come i protozoi della malaria siano in grado di utilizzare anche una via metabolica alternativa non mevalonato-dipendente, mentre importanti patogeni come il Mycobacterium tuberculosis sono in grado di utilizzare solamente quest'ultima via.

## Regolazione
La HMG-CoA reduttasi è l'enzima regolatore (rate-limiting enzyme) che condiziona l'efficienza dell'intera via metabolica dell'acido mevalonico. La sua attività è pertanto finemente regolata in modo da soddisfare il fabbisogno di isoprenoidi e di steroli (colesterolo) della cellula. La regolazione a lungo termine dell'enzima si attua principalmente attraverso il controllo della sua trascrizione genica e della sua degradazione. In condizioni di carenza di steroli e di isoprenoidi è stimolata la trascrizione genica della HMG-CoA reduttasi; al contrario, in caso di loro eccesso viene indotta la degradazione dell'enzima. La regolazione a breve termine è effettua tramite fosforilazione dell'HMG-CoA reduttasi per azione della AMPK (AMP-dependent protein kinase). Grazie ai meccanismi regolatori l'attività della HMG-CoA reduttasi delle cellule animali può aumentare di alcune centinaia di volte, al fine di assicurare la produzione di una quantità sufficiente di acido mevalonico.
Gli esperimenti con topi transgenici con iper-espressione di SREBP hanno dimostrato che non solo gli enzimi chiave (HMG-CoA sintasi e HMG-CoA reduttasi), ma tutta la via metabolica dell'acido mevalonico è soggetta a regolazione genica per effetto di recettori intracellulari definiti SREBP-2 (Sterol Regulatory Element-Binding Protein 2) che influenzano la trascrizione del DNA. SREBP è un fattore di trascrizione legato in forma inattiva alla membrana del reticolo endoplasmatico liscio. In caso di carenza di steroli, SREBP viene attivato, entra nel nucleo cellulare e stimola la trascrizione di geni contenenti la sequenza SRE (sterol regulatory element): SREBP-2 induce la trascrizione dei geni degli enzimi della via dell'acido mevalonico e di quello del recettore per le LDL, SREBP-1c stimola i geni della sintesi degli acidi grassi e SREBP-1ª mostra entrambe le azioni.
La mevalonato chinasi è l'enzima che catalizza lo svolgimento di un'altra tappa importante della via: la fosforilazione dell'acido metabolico, una reazione irreversibile che richiede consumo di energia (ATP). Per evitare spreco di energia, l'enzima è soggetto a regolazione inibitoria (feedback negativo) da parte di geranil pirofosfato, farnesil pirofosfato e gerangeranil pirofosfato: l'inibizione è di tipo competitivo in corrispondenza del sito di legame per l'ATP.
La squalene sintasi è il primo enzima della sequenza che termina con la sintesi del colesterolo. Esso occupa quindi una posizione critica nella via dell'acido mevalonico e catalizza la condensazione di due molecole di farnesil pirofosfato (C15) in squalene (C30). Oltre che soggetta alla regolazione tramite SREBP, la squalene sintasi è inibita dalla concentrazione intracellulare degli steroli: in questo modo, quando vi è sufficienza di colesterolo, il metabolismo del mevalonato è ridiretto verso la produzione degli isoprenoidi.
La squalene monossigenasi (o squalene epossidasi) catalizza la prima reazione ossidativa della via biosintetica del colesterolo ed è considerato un importante enzima regolatore della via. L'enzima è controllato sia a livello di trascrizione (attraverso SREBP) che di degradazione: l'eccesso di colesterolo ne induce la degradazione. La squalene monossigenasi è bersaglio di farmaci antifungini (terbinafina) e di sostanze naturali che riducono la colesterolemia (polifenoli del tè verde, resveratrolo del vino, aglio).

## Patologia
Il deficit genetico di mevalonato chinasi si può manifestare con due diverse sindromi autoinfiammatorie ereditarie a trasmissione autosomica recessiva, entrambe caratterizzate da un'alta concentrazione plasmatica e urinaria di acido mevalonico: aciduria mevalonica (MVA) e sindrome da iperimmunoglobulinemia D (HIDS).  La MVA è la forma più grave e si presenta con attacchi febbrili ricorrenti, accompagnati da nausea, vomito ed esantema morbilliforme, ai quali si associano turbe neurologiche, deficit visivo progressivo e ritardo psicomotorio. La HIDS è stata rinvenuta in corso di sindrome di febbre ricorrente accompagnata da iper-IgD e spesso iper-IgA. La base fisiopatologica delle due malattie viene attribuita a uno stato autoinfiammatorio legato alla insufficiente produzione di isoprenoidi: il deficit di biosintesi di isoprenoidi stimolerebbe la secrezione di citochine pro-infiammatorie, soprattutto interleuchina 1 (IL-1).

## Farmacologia
Le statine, i principali farmaci utilizzati per contrastare l'ipercolesterolemia, agiscono inibendo la tappa che porta alla sintesi dell'acido mevalonico mentre i bifosfonati, farmaci utilizzati per la cura dell'osteoporosi in quanto sono in grado di inibire il riassorbimento osseo ad opera degli osteoclasti, inibiscono la sintesi di geranil pirofosfato da IPP e farnesil pirofosfato da geranil pirofosfato.